# We Are Not Alone
We Are Not Alone је други студијски албум америчког музичког састава Брејкинг Бенџамин, објављен 29. јуна 2004. године. Издавачка кућа је Hollywood Records.
Три синглова су објављена са албума: „So Cold“, „Sooner or Later“ и другачија верзија песме „Rain“.

## Листа песама
1. „“ - 4:33
2. „“ - 4:15
3. „“ - 3:18
4. „“ - 3:07
5. „“ - 3:25
6. „“ - 3:37
7. „“ - 3:39
8. „“ - 3:36
9. „“ - 3:12
10. „“ - 3:20
11. „“ - 3:25
12. „“ (само на новијим издањима) - 3:22
13. „“ (само на издању за Јапан) - 3:31